# القرضة (مدغل الجدعان)

تعديل مصدري - تعديل

القرضة هي إحدى قرى عزلة مدغل الجدعان بمديرية مدغل الجدعان التابعة لمحافظة مأرب، بلغ تعداد سكانها 212 نسمة حسب تعداد اليمن لعام 2004.